# Ambrósio Vilhalva
Ambrósio Vilhalva (Mato Grosso do Sul, 1960 - Guyra Roka, 1 december 2013) was een Braziliaans indianenleider. Hij pleitte voor het woonrecht van de Guaraní.
Vilhalva werd bekend door zijn hoofdrol in Birdwatchers, een film van Marco Bechis uit 2008, waarin hij een indianenleider speelt die zijn verzet met de dood moet bekopen. Deze film werd genomineerd voor een Gouden Leeuw op het Filmfestival van Venetië.
Sinds 2004 had hij samen met een groep Guarani-Kaiowà zijn oorspronkelijke territorium in de staat Mato Grosso do Sul weer ingenomen, waaruit zijn stam in de jaren 50 van de twintigste eeuw was verdreven ten behoeve van de suikerrietteelt. Sindsdien waren vele doodsbedreigingen aan zijn adres geuit door landeigenaren in de omgeving. Op 1 december 2013 werd hij in de buurt van zijn woning vermoord.